# Giampiero Gloder
Giampiero Gloder (n. Asiago, Italia, 15 de mayo de 1958) es un arzobispo católico, diplomático y teólogo italiano. Doctor en Teología dogmática. En 1992, comenzó trabajando en el Servicio Diplomático y también trabajó para la Secretaría de Estado de la Santa Sede.
Sabe los idiomas: italiano, francés, inglés y español.

## Biografía
Nacido en el municipio italiano de Asiago de la provincia de Vicenza en el año 1958.
Durante su juventud realizó sus estudios eclesiásticos en el Seminario de su diócesis natal de Padua, siendo ordenado sacerdote el día 6 de junio de 1983 por el arzobispo diocesano de Padua, Filippo Franceschi.
Seguidamente tras su ordenación, se trasladó a la ciudad de Roma donde se doctoró en Teología dogmática por la Pontificia Universidad Gregoriana.
Al haber finalizado sus estudios universitarios y aquellos en la Pontificia Academia Eclesiástica 1 de julio de 1992 se incorporó como miembro del Servicio diplomático de la Santa Sede y al poco tiempo fue destinado para trabajar en la Nunciatura Apostólica de la República de Guatemala donde estuvo hasta 1995 siendo llamado a Roma para hacerse cargo de una Oficina de la Sección de Asuntos Generales de la Secretaría de Estado de la Santa Sede, ascendiendo en 1997 al cargo de primer secretario, en 2001 a consejero de segunda clase y en 2005 a consejero de primera clase y al poco también a su vez fue nombrado jefe de la Oficina de Asuntos Especiales de la Secretaria de Estado.
El día 23 de septiembre del año 2003, el papa Juan Pablo II le otorgó el título de Prelado de Honor de Su Santidad y el 5 de febrero de 2007 a propuesta de la Presidencia del Consejo de Ministros de Italia, se le otorgó en Roma la condecoración de Comendador de la Orden al Mérito de la República Italiana.
Posteriormente el 21 de septiembre de 2013, el papa Francisco lo nombró como Arzobispo titular de la Sede Titular de Telde (con carácter simbólico) y también Presidente de la Academia Pontificia Eclesiástica en sucesión de Beniamino Stella tras su nombramiento como Prefecto de la Sagrada Congregación para el Clero.
Recibió la consagración episcopal el 24 de octubre de ese año en la Basílica de San Pedro de la Ciudad del Vaticano, a manos del papa Francisco y como co-consagrantes en la ceremonia a Mons. Antonio Mattiazzo y a Mons. Jean-Pierre Grallet (O.F.M.).
El 20 de diciembre de 2014 fue nombrado Vicecamarlengo.
El 11 de octubre de 2019 fue nombrado nuncio apostólico en Cuba.
El 23 de febrero de 2024 fue nombrado nuncio apostólico en Rumanía y en Moldavia.

## Títulos y condecoraciones
| Distinción                                                | Periodo                  | Lugar               |
| --------------------------------------------------------- | ------------------------ | ------------------- |
| Prelado de Honor de Su Santidad                           | 23 de septiembre de 2003 | Ciudad del Vaticano |
| Comendador de la Orden al Mérito de la República Italiana | 5 de febrero de 2007     | Roma                |